# Valle Leventina
Het Valle Leventina is een dal in het Zwitserse kanton Tessin. Het dal ligt aan de zuidzijde van de Alpen en loopt van Airolo naar Biasca. Het wordt onderverdeeld in een bovenste deel, het "Obere Leventina", en een onderste deel, het "Untere Leventina". De rivier Ticino stroomt door het dal.
Het dal is bereikbaar vanaf de Nufenenpas (Wallis) via het Valle Bedretto. Bij Airolo begint het Leventina. Vanaf de Gotthardpas leidt een weg via Airolo het Leventina in. 
Door het Leventina lopen de Gotthardbanen, de autosnelweg A2 en de spoorlijn. De spoorlijn van de Schweizerische Bundesbahnen bestond in 2007 125 jaar. In Airolo komen de treinen vanuit het noorden via de Gotthardbasistunnel het Leventina binnen. Dan volgt het spoor ongeveer de rivier de Ticino naar het zuiden. In het begin gaat het door enkele tunnels, het spoor daalt geleidelijk. Aan het einde van het Obere Leventina moet het spoor sterk dalen. Daarvoor zijn bij Giornico keertunnels aangelegd zodat de spoorlijn relatief langzaam hoogte kan verliezen. De aanleg van de nieuwe Gotthardbasistunnel die 57 km lang wordt zal ervoor zorgen dat de treinen pas in Bodio weer in het daglicht komen.
De autosnelweg A2 door het Leventina is van veel recentere datum. Pas in 1980 werd de autobaantunnel door het Gotthard-massief in gebruik genomen. Daarna werd de N2 verder uitgebouwd tot autosnelweg A2. 
In Valle Leventina zijn vele wandelmogelijkheden, waaronder lange-afstandsroutes. Het dal heeft echter weinig bekendheid bij toeristen. 